# Matoaka (Virginie-Occidentale)
Pour l’article homonyme, voir Matoaka.
Matoaka est une ville américaine située dans le comté de Mercer en Virginie-Occidentale.
Selon le recensement de 2010, Matoaka compte 227 habitants. La municipalité s'étend sur 0,26 milles carrés (0,67 km2).
C'est le capitaine D. H. Barger qui aurait nommé la ville Matoaka en 1903. Il s'agit du vrai prénom de Pocahontas. La ville devient une municipalité sept ans plus tard